# Mistrzostwa Świata w Podnoszeniu Ciężarów 1958
Wyniki podnoszenia ciężarów na 34. Mistrzostwach Świata w Podnoszeniu Ciężarów w 1958 roku w Sztokholmie (Szwecja). Startowali tylko mężczyźni w 7 kategoriach wagowych.

## Medaliści
| Kategoria: | Złoto                | Srebro             | Brąz                 |
| 56 kg      | Władimir Stogow      | Charles Vinci      | Ali Safa Sonboli     |
| 60 kg      | Isaac Berger         | Jewgienij Minajew  | Sebastiano Mannironi |
| 67,5 kg    | Wiktor Buszujew      | Luciano De Genova  | Henrik Tamraz        |
| 75 kg      | Tommy Kono           | Fiodor Bogdanowski | Marcel Paterni       |
| 82,5 kg    | Trofim Łomakin       | Jim George         | Ireneusz Paliński    |
| 90 kg      | Arkadij Worobjow     | David Sheppard     | Iwan Weselinow       |
| + 90 kg    | Aleksiej Miedwiediew | Dave Ashman        | Firuz Pojhan         |

## Klasyfikacja medalowa
| Miejsce | Reprezentacja     | Złoto | Srebro | Brąz | Razem |
| 1.      | ZSRR              | 5     | 2      | 0    | 7     |
| 2.      | Stany Zjednoczone | 2     | 4      | 0    | 6     |
| 3.      | Włochy            | 0     | 1      | 1    | 2     |
| 4.      | Iran              | 0     | 0      | 3    | 3     |
| 5.      | Bułgaria          | 0     | 0      | 1    | 1     |
| 5.      | Francja           | 0     | 0      | 1    | 1     |
| 5.      | Polska            | 0     | 0      | 1    | 1     |